# Corrida em cadeira de rodas nos Jogos Olímpicos
As corridas em cadeira de rodas fizeram parte do programa de atletismo olímpico dos Jogos Olímpicos de Verão de 1984 a 2004, mas como uma competição de demonstração. Em cada ocasião, duas corridas em pista foram realizadas: uma corrida masculina de 1500 metros e uma corrida feminina de 800 metros. Esta foi a primeira vez que eventos para atletas com deficiência foram apresentados nos Jogos Olímpicos de Verão, já que  os Jogos Paralímpicos são o local tradicional do para-atletismo de alto nível. As corridas em cadeira de rodas foram o segundo evento de exibição olímpica para atletas com deficiência, seguindo-se ao esqui para deficientes nos Jogos Olímpicos de Inverno de 1984, realizados no início daquele ano.
Medalhas não oficiais foram concedidas aos competidores por Juan Antonio Samaranch, presidente do Comitê Olímpico Internacional. Os eventos foram cancelados antes das Olimpíadas de Pequim de 2008 e várias medalhistas de ouro paralímpicas, como Chantal Petitclerc, afirmaram que a decisão foi um grande revés para o esporte, já que ela favorecia sua integração oficial como um esporte olímpico.
No evento inaugural em 1984, Sharon Hedrick quebrou o recorde mundial do IPC ao vencer os 800 m femininos em um tempo de 2: 15,73 minutos. Isso foi seguido por duas performances recorde em 1992, quando Claude Issorat da França estabeleceu um recorde masculino de 1500m de 3: 13,92 minutos e Connie Hansen da Dinamarca venceu os 800m em um recorde de 1: 55,62 minutos. [8] Os recordes olímpicos para o evento foram estabelecidos por Saúl Mendoza, que terminou em 3: 06,75 minutos para vencer a corrida de 1500 m masculinos de 2.000, e Chantal Petitclerc, que venceu a última prova de 800 m feminino em 1: 53,66 minutos em 2004. Issorat, Hedrick e Louise Sauvage venceram, cada um, duas corridas olímpicas em cadeiras de rodas; Issorat e Sauvage tiveram três pódios olímpicos. Os Estados Unidos tiveram o maior sucesso no evento, arrecadando onze medalhas nas seis edições.

## Medalhistas

### Masculino
| Evento                       | Ouro            | Prata             | Bronze            |
| ---------------------------- | --------------- | ----------------- | ----------------- |
| 1500 metros para cadeirantes | Paul van Winkel | Randy Snow        | André Viger       |
| 1500 metros para cadeirantes | Mustapha Badid  | Paul van Winkel   | Craig Blanchette  |
| 1500 metros para cadeirantes | Claude Issorat  | Franz Nietlispach | Michael Noe       |
| 1500 metros para cadeirantes | Claude Issorat  | Scot Hollonbeck   | Franz Nietlispach |
| 1500 metros para cadeirantes | Saúl Mendoza    | Claude Issorat    | Heinz Frei        |
| 1500 metros para cadeirantes | Robert Figl     | Saúl Mendoza      | Rawat Tana        |

#### Múltiplo medalhistas
| Rank | Atleta            | Nação         | Olimpiada | Ouro | Prata | Bronze | Total |
| ---- | ----------------- | ------------- | --------- | ---- | ----- | ------ | ----- |
| 1    | Claude Issorat    | França (FRA)  | 1992–2000 | 2    | 1     | 0      | 3     |
| 2=   | Paul van Winkel   | Bélgica (BEL) | 1984–1988 | 1    | 1     | 0      | 2     |
| 2=   | Saúl Mendoza      | México (MEX)  | 2000–2004 | 1    | 1     | 0      | 2     |
| 4    | Franz Nietlispach | Suíça (SUI)   | 1992–1996 | 0    | 1     | 1      | 2     |

#### Medalhistas por país
| Rank | Nação                | Ouro | Prata | Bronze | Total |
| ---- | -------------------- | ---- | ----- | ------ | ----- |
| 1    | França (FRA)         | 3    | 1     | 0      | 4     |
| 2=   | Bélgica (BEL)        | 1    | 1     | 0      | 2     |
| 2=   | México (MEX)         | 1    | 1     | 0      | 2     |
| 4    | Alemanha (GER)       | 1    | 0     | 0      | 1     |
| 5    | Estados Unidos (USA) | 0    | 2     | 2      | 4     |
| 6    | Suíça (SUI)          | 0    | 1     | 2      | 3     |
| 7=   | Canadá (CAN)         | 0    | 0     | 1      | 1     |
| 7=   | Tailândia (THA)      | 0    | 0     | 1      | 1     |

### Women
| Evento                      | Ouro               | Prata              | Bronze             |
| --------------------------- | ------------------ | ------------------ | ------------------ |
| 800 metros para cadeirantes | ` Sharon Hedrick   | Monica Wetterström | Candace Cable      |
| 800 metros para cadeirantes | Sharon Hedrick     | Connie Hansen      | Candace Cable      |
| 800 metros para cadeirantes | Connie Hansen      | Jean Driscoll      | Monica Wetterström |
| 800 metros para cadeirantes | Louise Sauvage     | Jean Driscoll      | Cheri Becerra      |
| 800 metros para cadeirantes | Louise Sauvage     | Wakako Tsuchida    | Ariadne Hernández  |
| 800 metros para cadeirantes | Chantal Petitclerc | Eliza Stankovich   | Louise Sauvage     |

#### Múltiplo medalhistas
| Rank | Atleta             | Nação                | Jogos Olímpicos | Ouro | Prata | Bronze | Total |
| ---- | ------------------ | -------------------- | --------------- | ---- | ----- | ------ | ----- |
| 1    | Louise Sauvage     | Austrália (AUS)      | 1996–2004       | 2    | 0     | 1      | 3     |
| 2    | Sharon Hedrick     | Estados Unidos (USA) | 1984–1988       | 2    | 0     | 0      | 2     |
| 3    | Connie Hansen      | Dinamarca (DEN)      | 1988–1992       | 1    | 1     | 0      | 2     |
| 4    | Jean Driscoll      | Estados Unidos (USA) | 1992–1996       | 0    | 2     | 0      | 2     |
| 5    | Monica Wetterström | Suécia (SWE)         | 1984–1992       | 0    | 1     | 1      | 2     |
| 6    | Candace Cable      | Estados Unidos (USA) | 1984–1988       | 0    | 0     | 2      | 2     |

#### Medalhistas por país
| Rank | Nação                | Ouro | Prata | Bronze | Total |
| ---- | -------------------- | ---- | ----- | ------ | ----- |
| 1    | Estados Unidos (USA) | 2    | 2     | 3      | 7     |
| 2    | Austrália (AUS)      | 2    | 1     | 1      | 4     |
| 3    | Dinamarca (DEN)      | 1    | 1     | 0      | 2     |
| 4    | Canadá (CAN)         | 1    | 0     | 0      | 1     |
| 5    | Suécia (SWE)         | 0    | 1     | 1      | 2     |
| 6    | Japão (JPN)          | 0    | 1     | 0      | 1     |
| 7    | México (MEX)         | 0    | 0     | 1      | 1     |